# Madrigal de las Altas Torres

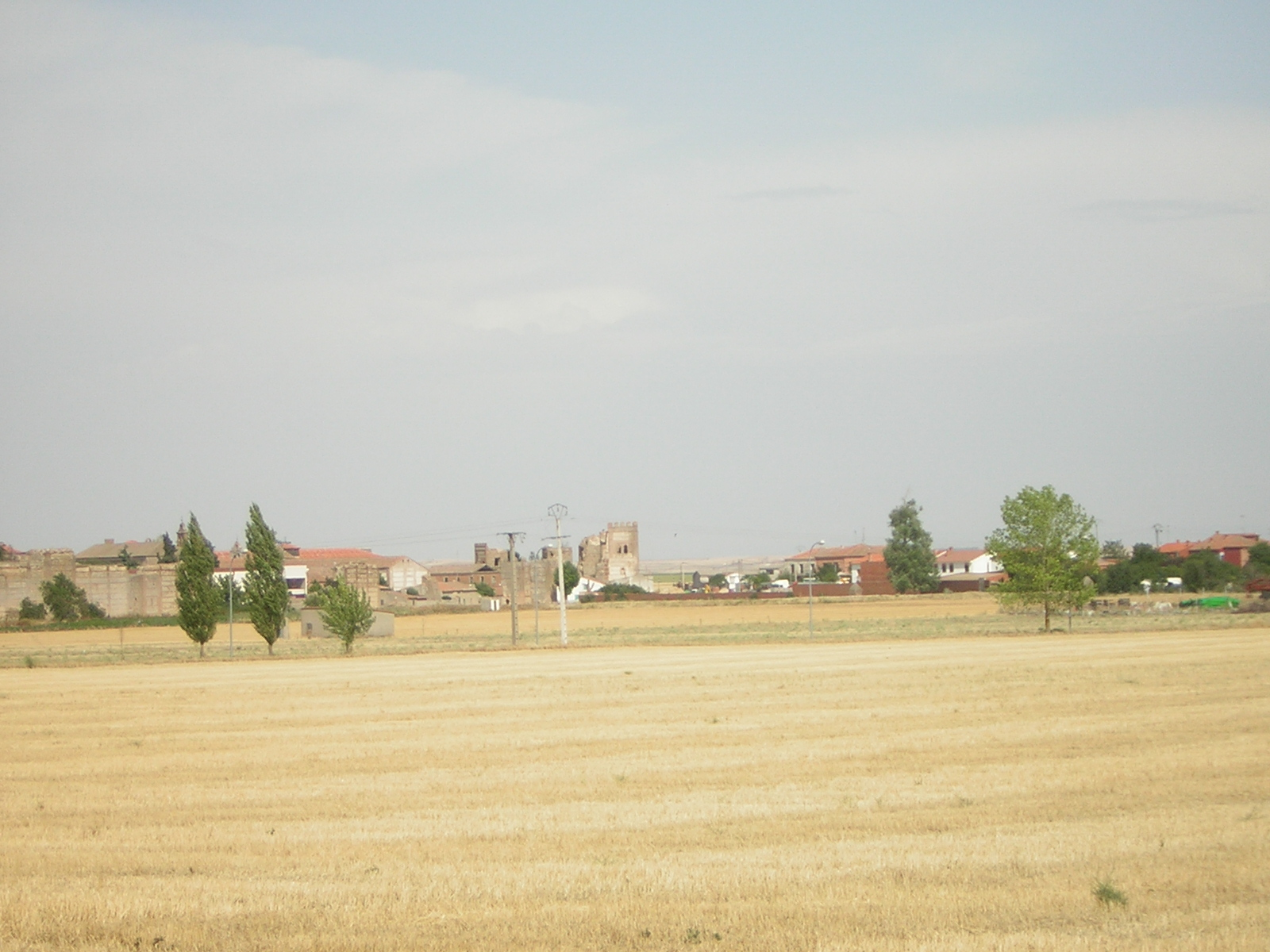

Madrigal de las Altas Torres là một đô thị trong tỉnh Ávila, Castile và León, Tây Ban Nha. Theo điều tra dân số 2005 (INE), đô thị này có dân số là 1.825.